# جون تومسون (سياسي كندي)
جون تومسون هو سياسي كندي، ولد في 22 مارس 1924 في باسادينا في الولايات المتحدة، وتوفي في 1 نوفمبر 2016. حزبياً، نشط في الرابطة التقدمية المحافظة في ألبرتا ‏. وقد انتخب عضو الجمعية التشريعية ألبرتا عن دائرة Cardston (provincial electoral district) ‏ (1975 – 1986).